# 蓝色彼得
《蓝色彼得》（英語：Blue Peter）首次播出于1958年，是世界上播出时间最长的儿童电视节目。它在CBBC和BBC One播出。
2011年3月29日，《蓝色彼得》成为英国首个以360度在线播出的节目，观众可以在网站上看到节目播出时的整个演播室。